# Косово на Светском првенству у атлетици на отвореном 2015.
Косово је дебитовало на светским првенствима у атлетици на Светском првенству  на отвореном 2015. одржаном у Пекингу од 12. до 30. августа. Косово је представљао је један такмичар који се такмичио у трци на 800 метара.
На овом првенству Косово није освојило ниједну медаљу.

## Резултати

### Мушкарци
| Атлетичар    | Дисциплина | Лични рекорд | Квалификације | Квалификације | Полуфинале       | Полуфинале       | Финале           | Финале     | Детаљи                                      |
| Атлетичар    | Дисциплина | Лични рекорд | Резултат      | Место         | Резултат         | Место            | Резултат         | Место      | Детаљи                                      |
| ------------ | ---------- | ------------ | ------------- | ------------- | ---------------- | ---------------- | ---------------- | ---------- | ------------------------------------------- |
| Муса Хајдари | 800 м      | 1:47,40 НР   | 1:47,70       | 7 гр 4        | Није се пласирао | Није се пласирао | Није се пласирао | 27/44 (45) | Архивирано на веб-сајту (29. новембар 2015) |